# Ehekirchen
Ehekirchen est une commune de Bavière (Allemagne), située dans l'arrondissement de Neuburg-Schrobenhausen, dans le district de Haute-Bavière.